# Pantotenska kislina
Pantotenska kislina ali vitamin B5 je vodotopni vitamin skupine B in bistvena hranilna snov.
Vitamin B5 je življenjsko pomemben za delovanje nadledvične žleze. V telesu se lahko sintetizira. Priporočeni dnevni odmerek za odrasle je 10 mg. Sodeluje pri presnovi ogljikovih hidratov, maščob in beljakovin, pri celjenju ran, opeklin, preprečuje utrujenost, motnje v spanju, motnje v ravnotežju, slabost, bruhanje, tresenje rok, mišične krče. Omili stranske učinke nekaterih antibiotikov. Naravni viri vitamina B5 so zelena zelenjava, otrobi, žitni kalčki, polnovredna žita, oreški, kvas, meso, drobovina.